# Popowo-Północ
Popowo-Północ (prononciation : [pɔˈpɔvɔ ˈpuu̯nɔt͡s]) est un village polonais de la gmina de Nasielsk dans le powiat de Nowy Dwór Mazowiecki de la voïvodie de Mazovie dans le centre-est de la Pologne.
Il se situe à environ 8 kilomètres au sud-est de Nasielsk (siège de la gmina), 21 km au nord-est de Nowy Dwór Mazowiecki (siège du powiat) et à 40 km au nord de Varsovie (capitale de la Pologne).
Le village compte approximativement une population de 90 habitants en 2006.

## Histoire
De 1975 à 1998, le village appartenait administrativement à la voïvodie de Ciechanów.